# Congé de paternité en Norvège

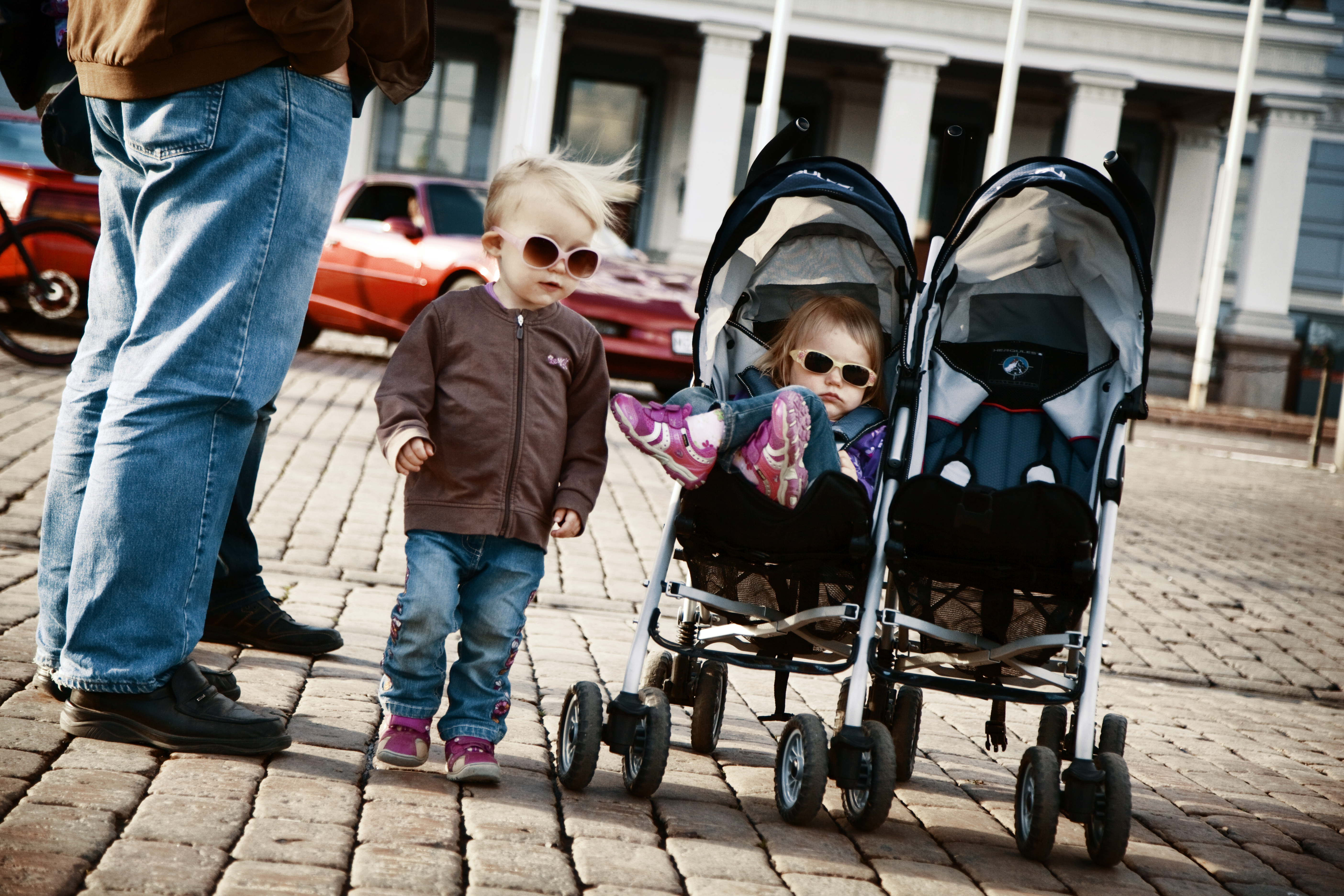
Des enfants en bas âge

En Norvège, le congé de paternité (aussi appelé le "quota paternel" (en norvégien : fedrekvote) ou "quota de père") permet de prendre 15 semaines de congé pour s'occuper de son nouveau-né, tout en percevant l'intégralité de son salaire.

## Historique
La Norvège est le premier pays au monde à avoir instauré un congé de paternité par le gouvernement travailliste, le 1er avril 1993. C'est aussi le pays le plus généreux en ce qui concerne l'octroi du congé de paternité. Depuis 2005, le quota paternel norvégien a été modifié à plusieurs reprises. Le dernier changement à cette politique a été mis en place par le Parti conservateur, le 1er juillet 2018, depuis les mères et pères de famille norvégiens peuvent prendre 15 semaines non transférable de congé parental pour s'occuper de leur nouveau-né, avec un maintien complet de leur salaire. 

### Ajustements du « quota paternel » norvégien au fil des ans
- 1993 : quatre semaines de quota de congé parental sont introduites sous le troisième gouvernement de Gro Harlem Brundtland.
- 2005 : augmentation de 4 à 5 semaines sous le deuxième gouvernement de Kjell Magne Bondevik.
- 2006 : augmentation de 5 à 6 semaines sous le deuxième gouvernement de Jens Stoltenberg.
- 2009 : augmentation de 6 à 10 semaines lors du deuxième gouvernement de Jens Stoltenberg.
- 2011 : augmentation de 10 à 12 semaines lors du deuxième gouvernement de Jens Stoltenberg[3].
- 2013 : augmentation de 12 à 14 semaines à la suite d'une augmentation du congé parental sous le deuxième gouvernement de Jens Stoltenberg[4].
- 2014 : diminution de 14 à 10 semaines sous le gouvernement d'Erna Solberg (à partir du 1er juillet 2014)
- 2018 : augmentation de 10 semaines à 15 semaines lors du deuxième gouvernement d'Erna Solberg[5].

### Contexte politique
À partir de 1978, l'égalité des droits d'accès au congé parental pour les deux parents était garantie par la loi norvégienne, bien qu'en pratique, il était plus courant pour la mère de profiter complètement du congé parental. En 1993, les prestations du congé parental ont été étendues avec quatre semaines réservées au père. Le catalyseur de ce changement a été le souhait que davantage de pères participent à la période du congé parental. Le congé de paternité a été adopté par le Parlement sur proposition du gouvernement travailliste de Gro Harlem Brundtland contre les votes des conservateurs et du Parti du progrès. Le Parti conservateur, en partenariat avec le Parti populaire chrétien et le Venstre, a participé à la prolongation du congé de paternité de quatre à cinq semaines.
Le gouvernement Stoltenberg (majoritairement composé du Parti travailliste, et des alliés du centre et de la gauche socialiste) a déclaré dans la première déclaration de Soria Moria en 2005 qu'il souhaitait étendre le quota paternel à dix semaines, et dans la seconde déclaration de Soria Moria en 2009 de prolonger le congé paternel à 14 semaines. L'expansion a eu lieu en plusieurs étapes, toujours contre les votes des conservateurs et du parti du progrès. En outre, le congé parental se composait d'un triptyque - suivant le schéma de la Suède et de l'Islande. Cette division signifiait que 9 semaines étaient réservées à la mère, 14 semaines étaient réservées au père et que les semaines restantes pouvaient être librement partagées entre les parents. Les parents peuvent choisir de prolonger leur congé de 26 à 36 semaines, puis de recevoir un salaire de 80 à 100% pendant la période de prestations. Si la mère ou le père choisit de ne pas prendre sa part de congé, celle-ci ne peut être transférée ou utilisée par l'autre partie.
Le 13 septembre 2013, un accord conclu est entre les nouveaux partis au pouvoir, les conservateurs, les libéraux, les démocrate-chrétien et le Parti du progrès qui déclarent que le quota paternel devrait être fixé à 10 semaines et qu'il devrait introduire un régime d'exception fondé sur la confiance sur le transfert partiel ou total du congé. Cela a été suggéré comme un compromis du Parti démocrate-chrétien, après que les conservateurs et Parti du progrès souhaitaient une abolition complète. Le 1er juillet 2014, le quota paternel a été officiellement réduit de 14 à 10 semaines.

## Biographie

### Essais en langue française
- Tristan Champion, La barbe et le biberon, Vanves/72-La Flèche, Marabout, 2020, 154 p. (ISBN 978-2-501-14830-6)

### Essais en langue anglaise
- (en) Anne Lise Ellingsæter et Arnlaug Leira, Politicising parenthood in Scandinavia : Gender Relations in Welfare States, Policy Press, 2006, 296 p. (ISBN 978-1-86134-645-2, lire en ligne)
- (en) Jørgen Lorentzen, The History of Fatherhood in Norway, 1850-2012, Palgrave Macmillan, 2013, 202 p. (ISBN 978-1-137-34337-6)
- (en) Guðný Björk Eydal et Tine Rostgaard, Fatherhood in the Nordic Welfare States : Comparing Care Policies and Practice, Bristol, Policy Press, 2014, 424 p. (ISBN 978-1-4473-1047-1, lire en ligne)